# 皮爾遜角
54°1′S 38°5′W / 54.017°S 38.083°W
皮爾遜角是南極洲的海岬，位於南喬治亞島西端對開海域的伯德島西南端，名稱首次在英國海軍的地圖出現，現時由南極條約體系管理。